# Comuna de Głogówek
Głogówek (polaco: Gmina Głogówek) é uma gminy (comuna) na Polónia, na voivodia de Opole e no condado de Prudnicki. A sede do condado é a cidade de Głogówek.
De acordo com os censos de 2004, a comuna tem 14 576 habitantes, com uma densidade 85,7 hab/km².

## Área
Estende-se por uma área de 170,06 km², incluindo:
- área agricola: 87%
- área florestal: 4%

## Demografia
Dados de 30 de Junho 2004:
|                      | Total   | Total | Mulheres | Mulheres | Homens  | Homens |
| -------------------- | ------- | ----- | -------- | -------- | ------- | ------ |
|                      | pessoas | %     | pessoas  | %        | pessoas | %      |
| População            | 14 576  | 100   | 7471     | 51,3     | 7105    | 48,7   |
| Densidade (pop./km²) | 85,7    | 100   | 43,9     | 43,9     | 41,8    | 41,8   |

De acordo com dados de 2002, o rendimento médio per capita ascendia a 1078,95 zł.

## Subdivisões
- Biedrzychowice, Błażejowice Dolne, Ciesznów, Dzierżysławice, Góreczno, Kazimierz, Kierpień, Leśnik, Mionów, Mochów, Nowe Kotkowice, Nowe Kotkowice-Chudoba, Racławice Śląskie, Rzepcze, Stare Kotkowice, Szonów, Tomice, Twardawa, Wierzch, Wróblin, Zawada.

## Comunas vizinhas
- Biała, Głubczyce, Krapkowice, Lubrza, Pawłowiczki, Reńska Wieś, Strzeleczki, Walce.